# Frédéric Damé
 (mars 2023).
Si vous disposez d'ouvrages ou d'articles de référence ou si vous connaissez des sites web de qualité traitant du thème abordé ici, merci de compléter l'article en donnant les références utiles à sa vérifiabilité et en les liant à la section « Notes et références ».
Frédéric Damé, né en 1849 à Tonnerre dans l'Yonne et décédé en 1907 à Bucarest en Roumanie où il s'était installé en 1872 puis fait naturaliser, est un journaliste et écrivain embrassant des domaines aussi varié que l'histoire, la philologie, la lexicographie, la politique, l'ethnographie, la poésie et le théâtre, dont le nom est principalement connu comme étant le onzième des douze dédicataires du premier fascicule des Poésies d'Isidore Ducasse, comte de Lautréamont qui ne deviendra un ouvrage phare de la littérature française moderne que près de cinquante ans après sa parution en 1870. Frédéric Damé présente notamment la particularité d'avoir eu une carrière à la fois en France puis en Roumanie.

## Biographie
Frédéric Damé naît à Tonnerre le 29 mars 1849 d'une famille de juristes. Son père étant avocat avoué, après des études à Paris au Lycée Louis-le-Grand, il entreprend lui-même des études de droit pour devenir avocat. Alors qu'habitant chez son père au 7, place Saint-Michel, il se lie avec plusieurs jeunes roumains du Quartier Latin et notamment Bonifaciu Floresco, fils illégitime de Nicolae Bǎlcescu, et Constantin Polysu, époux de la sœur aînée de Frédéric. 
Dès cette époque, en plus d'une impressionnante puissance de travail, il déploie d'indéniables qualités de polygraphe. Encore étudiant, il collabore ainsi au Figaro, au Gaulois, à l'Évènement illustré, assurant la critique théâtrale de la la Revue populaire et de La Cloche. Mais surtout, avec quelques amis étudiants en droit, médecine ou à Polytechnique, il fonde en novembre 1868 l'hebdomadaire estudiantin L'Avenir littéraire, philosophique, scientifique qu'il dirige du 3 décembre 1868 au 2 février 1870 et auquel collaborent Louise Colet ou Maxime du Camp. C'est vraisemblablement à ce moment qu'il croise le jeune Isidore Ducasse cherchant alors à faire éditer ses Chants de Maldoror qui le mentionnera dans ses dédicaces des Poésies au titre de "directeur de revue". À moins que ce ne fût chez l'éditeur Alphonse Lemerre chez qui il publie fin 1870 le poème L’Invasion, ce même éditeur chez qui Ducasse envisageait de faire publier la préface de ses Poésies.
Il se trouve secrétaire du maire du 2ème arrondissement de Paris, P. Tirard, pendant la guerre franco-allemande et le siège de la capitale de 1870-1871 puis lorsque éclatent les évènements insurrectionnels de la Commune à l'égard de laquelle il observera une attitude prudente dont atteste le ton mesuré de son ouvrage La Résistance. Les Maires, les députés de Paris et le Comité central du 18 au 26 mars (avec pièces officielles et documents inédits) qu'il publie peu après chez A. Lemerre.  Ce n'est donc pas pour fuir une répression des communards qui ne le concerne pas que , dès mai 1872, il émigre en Roumanie où se trouve déjà installée sa sœur aînée. Il y sera tour à tour journaliste et professeur de français au lycée de Craiova, puis à Bucarest. 
Une fois installé à Bucarest où il épouse la fille d'un universitaire, puis une seconde épouse dont il divorcera, Damé va rapidement profiter de son remarquable talent pour les langues étrangères en assimilant et maîtrisant parfaitement le roumain au point de publier en 1898 une Grammaire roumaine avec exercices et morceaux choisis et en 1900 le quatrième tome de son Nouveau Dictionnaire français-roumain. À cet ensemble, il convient d'ajouter en 1901 son Essai de terminologie populaire roumaine, publié en langue roumaine.
Mais son acclimatation à son pays d'accueil passe aussi par la sphère journalistique, déjà abordée lorsqu'il était étudiant à Paris. Il publie d'abord dans le Journal de Bucarest d'Ulysse de Marsillac dont il sera rédacteur en chef. Il codirige ensuite avec son beau-frère La Roumanie politique, commerciale, financière et littéraire, premier journal français de Bucarest de grand format et La Roumanie contemporaine et les peuples de l'Europe orientale. Il intervient dans le bi-hebdomadaire Courrier de Roumanie et Renascerea en 1879, ainsi que dans l'éphémère Natiunea română. Il écrit également diverses pièces de théâtre, dont Le Rêve de Dochia, représenté avec un succès retentissant en 1877. 
Durant la décennie suivante, il devient rédacteur de L'Indépendance roumaine, puis participe à la création de La Liberté roumaine en 1887, sa consécration journalistique se concrétisant par la présidence de la Société de la presse roumaine dans les années 1890.
Après avoir représenté dans sa seconde vie roumaine un pont culturel entre son pays de naissance et cette nouvelle Roumanie en pleine mutation qu'il avait adopté en 1872 comme un défi et une aventure exaltante remplie d'opportunités pour le jeune plein d'énergie qu'il était, Frédéric Damé termine sa vie le 30 avril 1907 en sa demeure située à Bucarest, rue de l'Avenir comme le nom de sa première revue à Paris où, sans doute, sa route avait croisé celle d'Isidore Ducasse, alias Lautréamont.

## Publications
- Les lanières, satire, Plataud et Roy, Paris, 1868, 32 p.
- L'invasion, 1792-1870, Alphonse Lemerre éditeur, Paris, 1870, 15 p.
- La Résistance. Les Maires, les députés de Paris et le Comité central du 18 au 26 mars (avec pièces officielles et documents inédits), Alphonse Lemerre éditeur, Paris, 1871, 379 p.
- Les Roumains du Sud (Macédoine, Thessalie, Epire, Thrace, Albanie), avec une carte ethnographique, avec Nicolae Densuşianu, Manginot-Hélitasse, Paris, 1877, 68 p.
- Essai d'histoire politique. L'État Roumain et la paix de l'Orient. Neutralisation de la Roumanie,  Éditions Szólloszy, Bucarest, 1877, 62 p.
- Le Rêve de Dochia, poëme dramatique, musique de Auguste Cauné, Éditions Szólloszy, Bucarest, 1877, 28 p.
- Grammaire roumaine avec exercices et morceaux choisis, Édition Socecu, Bucarest, 1898, 152 p.
- Histoire de la Roumanie contemporaine depuis l'avènement des princes indigènes jusqu'à nos jours (1822-1900), Félix Alcan, Paris, 1900, 541 p. + carte
- Nouveau Dictionnaire français-roumain,  Socec & Cie Éditeurs,  Bucarest, 1900, 494 p.
- Bucarest en 1906,  Socec & Cie Éditeurs,  Bucarest, 1907,  640 p. Ouvrage en cours d'achèvement au moment du décès de l'auteur et publié par sa famille en hommage au disparu. Comprend de nombreux clichés de la ville dus pour l'essentiel au défunt.